# Corps noir (appareil)
Pour Le concept en physique quantique, voir Corps noir.
Pour les articles homonymes, voir Corps noir (homonymie).

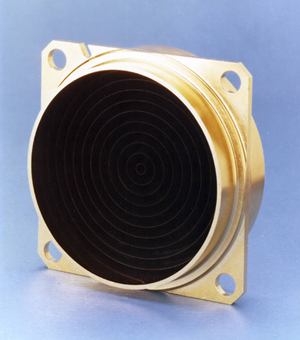
Exemple de corps noir utilisé par la NASA

Un corps noir est un appareil capable d’émettre un rayonnement infrarouge tout en s'approchant du modèle de corps noir physique. 

## Modèle du corps noir

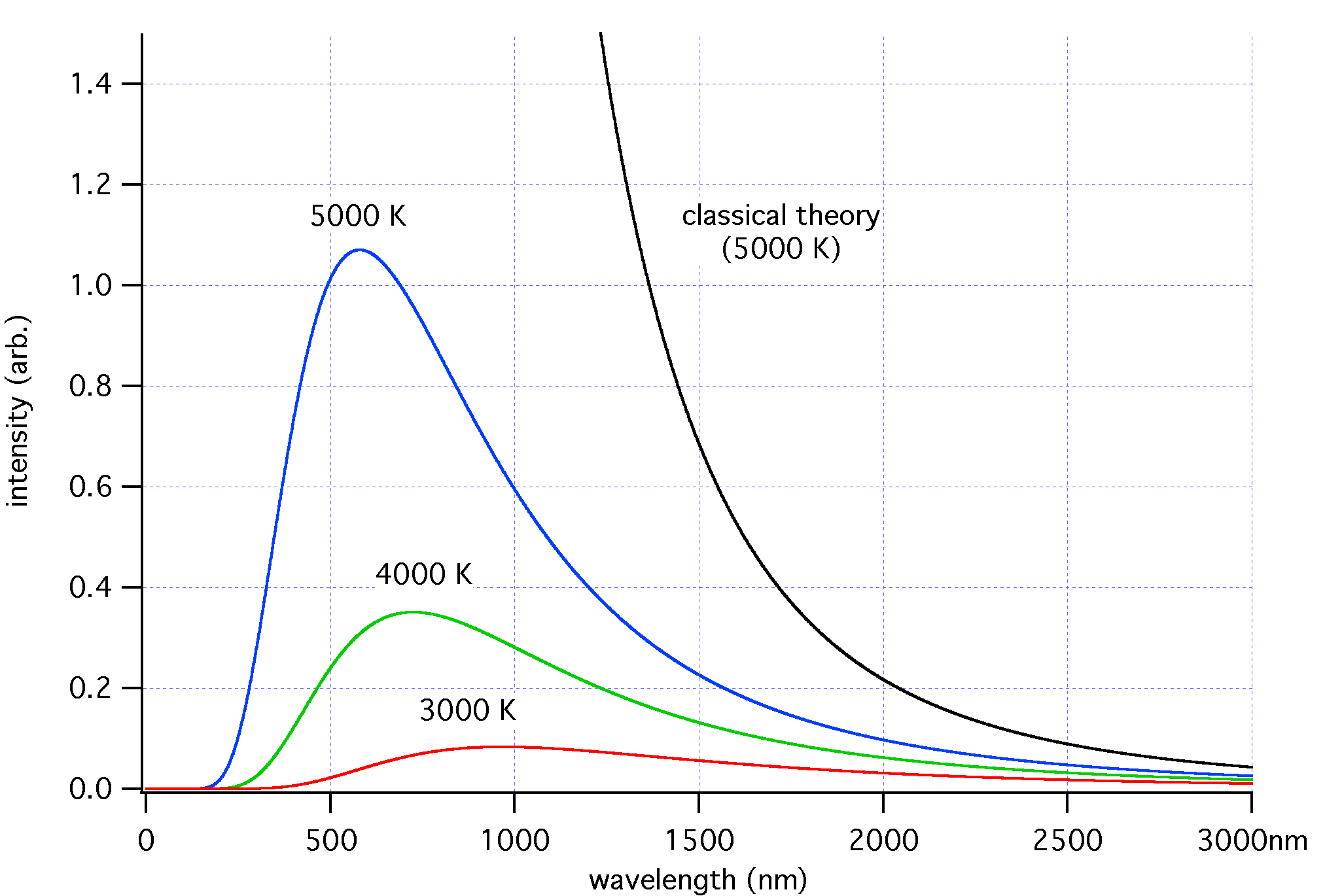
Spectre d'emission d'un corps noir idéal

Le corps noir est un modèle physique de source de rayonnement où la source est supposée émettre de manière continue dans tout le spectre électromagnétique avec une intensité qui ne dépend que de la température de cette source. 
Pour respecter ce modèle théorique, un corps noir doit en particulier absorber également tout rayonnement électromagnétique, quelle que soit sa fréquence. 

## Technologies
Il existe plusieurs sortes de corps noirs :
- le corps noir différentiel ;
- le corps noir à cavité ;
- le corps noir étendu ;
- le corps noir basses températures ;
- le corps noir sous vide à température cryogénique.

Les corps noirs peuvent avoir une température de 50 à 3 000 degrés Celsius,.

## Applications
Les corps noirs sont utilisés pour caractériser les caméras thermiques, les pyromètres…

## Sources
1. 1 2  « Corps noir / source infrarouge de référence », sur hgh-infrared.com (consulté le 19 mars 2011).
2. ↑  « Cavity Blackbody Sources », sur hgh-infrared.com (consulté le 19 mars 2011).
3. ↑  « Black Body Radiation Sources », sur ci-systems.com (consulté le 19 mars 2011).